# 東都柏林 (喬治亞州)
東都柏林（英語：East Dublin）是一個位於美國喬治亞州勞倫斯縣的城市。

## 地理
東都柏林的座標為32°33′03″N 82°52′07″W / 32.55083°N 82.86861°W，而該地的平均海拔高度為76米（即249英尺）。

## 人口
根據2010年美國人口普查的數據，東都柏林的面積為7.70平方千米，當中陸地面積為7.60平方千米，而水域面積為0.10平方千米。當地共有人口2441人，而人口密度為每平方千米317.01人。